# Mead (krater wenusjański)
Mead – największy krater uderzeniowy na powierzchni Wenus mający średnicę 270 km, położony na 12° szerokości północnej i 57° długości wschodniej.
Decyzją Międzynarodowej Unii Astronomicznej w 1991 roku został nazwany na cześć amerykańskiej socjolog Margaret Mead (1901–1978).